# MTV Europe Music Awards 2018
MTV EMA 2018(známé také jako MTV Europe Music Awards) se konali dne 4. listopadu 2018 v Bizkaia Areně v Bilbao ve Španělsku. Španělsko již po třetí hostilo předávání cen.

## Vystoupení
- Nicki Minaj a Little Mix – „Good Form“ a „Woman Like Me“
- Panic! at the Disco – „High Hopes“
- Rosalía – „De Aquí No Sales“ a „Malamente“
- Hailee Steinfeld – „Back to Life“
- Muse – „Pressure“
- Janet Jacksonová – „Made for Now“
- Bebe Rexha – „I'm a Mess“
- Halsey – „Without Me“
- Jason Derulo a David Guetta ft. Nicki Minaj – „Goodbye“
- Alessia Cara – „Trust My Lonely“
- Jack & Jack – „No One Compares to You“ a „Rise“
- Marshmello ft. Anne-Marie a Bastille – „Friends“ a „Happier“

## Nominace
Nominace byly oznámeny 4. října 2018.

### Nejlepší píseň
- Ariana Grande — „No Tears Left to Cry“
- Bebe Rexha feat. Florida Georgia Line — „Meant to Be“
- Camila Cabello feat. Young Thug — „Havana“
- Drake – „God's Plan“
- Post Malone feat. 21 Savage — „Rockstar“

### Nejlepší video
- Ariana Grande — „No Tears Left to Cry“
- Camila Cabello feat. Young Thug — „Havana“
- Childish Gambino — „This Is America“
- Lil Dicky feat. Chris Brown – „Freaky Friday“
- The Carters — „APESHIT“

### Nejlepší umělec
- Ariana Grande
- Camila Cabello
- Drake
- Dua Lipa
- Post Malone

### Nejlepší nováček
- Anne-Marie
- Bazzi
- Cardi B
- Hayley Kiyoko
- Jessie Reyez

### Nejlepší Pop
- Ariana Grande
- Camila Cabello
- Dua Lipa
- Hailee Steinfeld
- Shawn Mendes

### Nejlepší Hip-Hop
- Drake
- Eminem
- Migos
- Nicki Minaj
- Travis Scott

### Nejlepší Rock
- 5 Seconds of Summer
- Foo Fighters
- Imagine Dragons
- Muse
- U2

### Nejlepší Alternativa
- Fall Out Boy
- Panic! at the Disco
- The 1975
- Thirty Seconds to Mars
- Twenty One Pilots

### Nejlepší elektronika
- Calvin Harris
- David Guetta
- Marshmello
- Martin Garrix
- The Chainsmokers

### Nejlepší LIVE
- Ed Sheeran
- Muse
- Pink
- Shawn Mendes
- The Carters

### Nejlepší Push umělec
- Bazzi
- Bishop Briggs
- Chloe x Halle
- Grace VanderWaal
- Hayley Kiyoko
- Jessie Reyez
- Jorja Smith
- Lil Xan
- PRETTYMUCH
- Sigrid
- Superorganism
- Why Don't We

### Nejlepší World Stage
- Alessia Cara
- Clean Bandit
- Charli XCX
- David Guetta
- Jason Derulo
- J. Cole
- Migos
- Nick Jonas
- Post Malone

### Nejlepší vzhled
- Cardi B
- Dua Lipa
- Migos
- Nicki Minaj
- Post Malone

### Největší fanoušci
- BTS
- Camila Cabello
- Selena Gomez
- Shawn Mendes
- Taylor Swift

### Světová ikona
- Janet Jacksonová

### Generation change
- Sonita Alizadeh
- Hauwa Ojeifo
- Xiuhtezcatl "X" Martinez
- Mohamad Al Jounde
- Ellen Jones

## Celosvětové nominace

### Nejlepší britský a irský počin
- Anne-Marie
- George Ezra
- Little Mix
- Stormzy
- Dua Lipa

### Nejlepší dánský počin
- Bro
- Scarlett Pleasure
- Sivas
- Skinz
- Soleima

### Nejlepší finský počin
- Evelina
- JVG
- Mikael Gabriel
- Nikke Ankara
- SANNI

### Nejlepší norský počin
- Alan Walker
- Astrid S
- Kygo
- Sigrid
- Tungevaag & Raaban

### Nejlepší švédský počin
- Axwell & Ingrosso
- Avicii
- Benjamin Ingrosso
- Felix Sandman
- First Aid Kit

### Nejlepší německý počin
- Bausa
- Feine Sahne Fischfilet
- Mike Singer
- Namika
- Samy Deluxe

### Nejlepší nizozemský počin
- $hirak
- Maan
- Ronnie Flex
- Naaz
- Bizzey

### Nejlepší belgický počin
- Angèle
- Dimitri Vegas & LIke Mike
- DVTCH NORRIS
- Emma Bale
- Warhola

### Nejlepší švýcarský počin
- Hecht
- Lo & Leduc
- Loco Escrito
- Pronto
- Zibbz

### Nejlepší francouzský počin
- BigFlo & Oli
- Dadju
- Louane Emera
- OrelSan
- Vianney

### Nejlepší italský počin
- Annalisa Scarrone
- Calcutta
- Ghali
- Liberato
- SHADE

### Nejlepší španělský počin
- Belako
- Brisa Fenoy
- Love of Lesbian
- Rosalía
- Viva Suecia

### Nejlepší portugalský počin
- Bárbara Bandeira
- Bispo
- Blaya
- Carolina Deslandes
- Diogo Piçarra

### Nejlepší polský počin
- Dawid Podsiadło
- Margaret
- Brodka
- Natalia Nykiel
- Taconafide

### Nejlepší ruský počin
- Eldzhey
- Jah Khalib
- Monetochka
- PHARAOH
- WE

### Nejlepší maďarský počin
- Caramel
- Follow The Flow
- Halott Pénz
- Margaret Island
- Wellhello

### Nejlepší izraelský počin
- Anna Zak
- Nadav Guedj
- Noa Kirel
- Peled
- Stephane Legar

### Nejlepší africký počin
- Davido
- Distruction Boyz
- Fally Ipupa
- Nyashinski
- Shekhinah
- Tiwa Savage

### Nejlepší indický počin
- Big Ri and Meba Ofilia
- Monica Dogra & Curtain Blue
- Nikhil
- Raja Kumari ft. Divine
- Skyharbor

### Nejlepší japonský počin
- Daoko
- Glim Spanky
- Little Glee Monster
- Wednesday Campanella
- Yahyel

### Nejlepší korejský počin
- Cosmic Girls
- (G)I-dle
- Golden Child
- Loona
- Pentagon

### Nejlepší jihovýchodní asijský počin
- Afgan
- Joe Flizzow
- IV of Spades
- Minh Hang
- Slot Machine
- The Sam Willows
- Twopee Southside

### Nejlepší čínský a hongkongský počin
- Alex To
- LaLa Hsu
- Loura Lou
- Silence Wang
- Stringer Zhang

### Nejlepší australský počin
- Amy Shark
- Dean Lewis
- Peking Duk
- The Rubens
- Tkay Maidza

### Nejlepší novozélandský počin
- Kimbra
- Mitch James
- Stan Walker
- Robinson
- Thomston

### Nejlepší brazilský počin
- ALOK
- Anitta
- IZA
- Ludmilla
- Pabllo Vittar

### Nejlepší severolatinskoamerický počin
- Ha*Ash
- Molotov
- Mon Laferte
- Sofía Reyes
- Reik

### Nejlepší středolatinskoamerický počin
- J Balvin
- Karol G
- Maluma
- Manuel Turizo
- Sebastián Yatra

### Nejlepší jiholatinskoamerický počin
- Duki
- Lali
- Los Auténticos Decadentes
- Paulo Londra
- TINI

### Nejlepší kanadský počin
- Alessia Cara
- Arcade Fire
- Drake
- Shawn Mendes
- The Weeknd

### Nejlepší severoamerický počin
- Ariana Grande
- Camila Cabello
- Cardi B
- Imagine Dragons
- Post Malone